# Роздорська волость
Роздорська волость — історична адміністративно-територіальна одиниця Павлоградського повіту Катеринославської губернії.
Станом на 1886 рік складалася з 8 поселень, 8 сільських громад. Населення — 3316 осіб (1637 чоловічої статі та 1679 — жіночої), 1061 дворове господарство.
|                     | Площа, десятин | У тому числі орної, дес. |
| ------------------- | -------------- | ------------------------ |
| Сільських громад    | 1341           | 1003                     |
| Приватної власності | 22417          | 3725                     |
| Іншої власності     | 155            | 80                       |
| Загалом             | 23913          | 4808                     |

Найбільше поселення волості:
- Роздори — село при річці Терса в 25 верстах від повітового міста, 950 осіб, 141 двір, церква православна, школа, постоялий двір, 2 лавки. В 10 верстах  — залізнична станція Зайцеве.
- Вишневецька — село при річці Терса 1298 осіб, 215 дворів.
- Писарівка — село при річці Терса 463 особи, 66 дворів, постоялий двір.